# حامد سرناوک
حامد سرناوک یا سرماتک یکی از عیاران معروف سیستان و فرمانده و همراه یعقوب لیث سیستانی شاه عیاران ایران بود. سرماتک یا سرناوک پنجمین شاه از سلسله بنی عیاران سیستان بود او نقش مهمی در سلسله صفاریان و عیاران ایفا کرد.

حامد معروف بود به سرشکن زیرا در اکثر نبردها گرزی به همراه داشت و با آن گرز سر دشمنان را خرد، می‌کرد گفته‌اند وقتی مبارزه تن به تن به پایان می‌رسید سری برای حریف باقی نمی‌گذاشت و آن را با گرزش له می‌کرد و معروف شد
به حامد سرناوک (سرماتک سرشکن) که مبارزات چریکی را به همراه یعقوب در سیستان برپا کرد.

## نام
برخی علت نامگذاری حامد را به سرناوک شاید به علت آن که مثلاً سر او به شکل ناوک (خنجر) تیز بوده است، می‌دانند.

## فرزندان
سرماتک ۹ فرزند داشت و از معروفترین فرزندان وی جواد و هرمز بودند بعقیه با نام‌های، کیخسرو، سامان سیامک، جاوید، نصر محمود و جابر بودند که همگی عیاران بزرگی شدند و رهبری عیاران را در سالهای مختلف بر عهده داشتند. سرماتک شعاری را در وصف عیاران ایجاد نمود تا باعث روحیه قوی در بین عیاران شود.

## شعار سرماتک و عیاران
«تا دشمن در این سرزمین لانه دارد شمشیر دلاوران به نیام نیارآمد سرماتک عیار با دادن وعدهٔ آزادی و گرفتن حق سیستان، طوایف سیستانی را با عیاران متحد کرد و اعراب را از سرتاسر ایران بیرون، راندند رابطه عیاران با طاهریان زیاد خوب نبود زیرا طاهریان دست نشاندگان عباسیان بودند و از نظر عیاران تن به خفت و ذلت داده بودند.